# Црква Пресвете Богородице (Карби)
Црква Пресвете Богородице (јерм. Սուրբ Աստվածածին եկեղեցի) налази се у мјесту Карби у марзу Арагацотн у Јерменији. Изграђена је у периоду 1691—1693, док је звоник подигнут 1338. године.

## Архитектура
Ријеч је о тробродној цркви с малом куполом. У спољашње зидове уграђено је више хачкара. Поред источног краја цркве налази се звоник, и то као посебан објекат. Горњи (купасти) дио куполе звоника ослоњен је на осам стубова.

## Галерија
- натпис на звонику
- хачкар
- хачкар
- натпис на цркви